# 51-й корпусной артиллерийский полк
51-й корпусной артиллерийский полк — воинская часть Вооружённых Сил СССР в Великой Отечественной войне.

## История
Дата и место формирования не установлены, сформирован до 1936 года.
Принимал участие в Зимней войне.
В декабре 1940 года на базе кадра полка был сформирован 151-й корпусной артиллерийский полк.
По состоянию на апрель 1941 года дислоцировался в Даугавпилсе и входил в состав 2-го стрелкового корпуса.
В действующей армии во время ВОВ с 22 июня 1941 года по 24 декабря 1941 года.
На начало боевых действий имел в составе 36 152-мм орудий.
Приграничное сражение в Литве и Латвии (1941)
Полк на 22 июня 1941 года был придан 125-й стрелковой дивизии, находился в её боевых порядках на дороге Таураге-Шяуляй, чуть северо-восточнее Таураге и уже через полчаса после начала боевых действий (после согласования на открытие огня) нанёс удар по группировке противника в районе Тильзита, затем вёл успешную борьбу с артиллерийскими и миномётными соединениями противника. Отступал вместе с частями 11-го стрелкового корпуса на северо-восток, переправившись через Западную Двину очевидно севернее Даугавпилса, 30 июня 1941 года прибыл в Остров.
4 и 5 июля 1941 года вёл боевые действия в районе Острова и Пскова на линии Сталина в составе 41-го стрелкового корпуса, прорвался к своим и вышел к Луге, имея большой некомплект в личном составе и всего 7 орудий, в середине июля 1941 года.
Лужская фронтовая оборонительная операция (1941)
24 июля 1941 года вновь вступил в бои в полосе действия 177-й стрелковой дивизии, приняв участие в обстреле колонны противника, двигающейся от Уторгоша к Луге.
4 августа 1941 года под Лугой по приказу № 5 от командующего Лужской группой фактически был сформирован снова и представлял собой сведённое в три дивизиона соединение. Первый дивизион из состава 3-го Ленинградского артиллерийского училища, остатки 51-го корпусного артиллерийского полка представляли собой второй дивизион, остатки 28-го армейского артиллерийского полка были сведены в третий дивизион. Имел в составе 122-мм орудий — 15 штук, 152-мм орудий — 11 штук, составляя едва ли не треть всей артиллерии Лужского оборонительного рубежа. Полк занял оборону на левом фланге Лужского оборонительного рубежа в полосе 235-й стрелковой дивизии.
24 августа 1941 года ведёт огонь по Гобжи — Баньково.
25 августа 1941 года ведёт огонь по Кузнецово, Архиповке, Беково, платформе Дивенка, посёлку Дивенский.
25 августа 1941 года ведёт огонь по видимым целям по заявкам стрелковых частей. В этот день полк попал в окружение противника в районе посёлка Луга, подвергся многократным бомбардировкам, вёл огонь по Большой Дивенке, Кузнецов, Газорево, Порушино, Остров. В этот же день в состав полка был включён 541-й гаубичный артиллерийский полк, вернее его остатки.
28 августа 1941 года ведёт огонь по Беково, Остров, станции Дивенская, Кузнецово, установил связь с пехотой, и приступил к прокладке гати через болота.
29 августа 1941 года, оставив прикрытие, двинулся на выход из окружения по болотам. Постоянно настилая гать в тяжелейших условиях, под периодическим обстрелом медленно продвигался в район Вырицы. К тому времени фактически все артиллерийские соединения Лужского рубежа составляли 51-й корпусной полк. Одновременно по гати выходили из окружения части 41-го стрелкового корпуса.
4 сентября 1941 года полк по приказу развернулся и поддержал огнём наступление 177-й и 235-й стрелковой дивизии на Вырицу с целью прорыва кольца окружения.
9 сентября 1941 года был получен приказ сформировать из наиболее сохранившихся орудий и средств тяги один дивизион, остальную материальную часть:
«…завести в болото, снять замки, прицелы, панорамы, закопать, замаскировать и оставить. С тракторов снять пусковые моторы, форсунки, трубки высокого давления, также закопать, а трактора также замаскировать. Машины завести поглубже в лес, снять динамо, вывернуть свечи, снять аккумуляторы и оставить».
В этот же день и 10 сентября 1941 года остатки полка вновь двинулись на выход из окружения, 12 сентября 1941 года вновь участвовали в попытке прорыва, действуя уже как стрелковые соединения. 15 сентября 1941 года были уничтожены последние орудия полка. 21-22 сентября 1941 года остатки полка без материальной части в количестве 67 человек переправились через Волхов в районе деревни Остров и вышли к своим.
Полка уже фактически не существовало, однако из списков действующей армии полк исключён только 24 декабря 1941 года.

## Подчинение
| Дата            | Фронт (округ)         | Армия      | Корпус                 | Дивизия | Примечания |
| --------------- | --------------------- | ---------- | ---------------------- | ------- | ---------- |
| 22.06.1941 года | Северо-Западный фронт | 8-я армия  | 10-й стрелковый корпус |         | -          |
| 01.07.1941 года | Северо-Западный фронт | 8-я армия  | 10-й стрелковый корпус | -       | -          |
| 10.07.1941 года | Северо-Западный фронт | 8-я армия  | 11-й стрелковый корпус | -       | -          |
| 01.08.1941 года | Северный фронт        | 8-я армия  | -                      | -       | -          |
| 01.09.1941 года | Ленинградский фронт   | 42-я армия | -                      | -       | -          |
| 01.10.1941 года | Ленинградский фронт   | 42-я армия | -                      | -       | -          |
| 01.11.1941 года | -                     | -          | -                      | -       | данных нет |
| 01.12.1941 года | -                     | -          | -                      | -       | данных нет |

## Командиры
- капитан С. П. Горобец.
- капитан Гущин

## Другие подразделения ствольной полевой артиллерии с тем же номером
- 51-й армейский пушечный артиллерийский полк
- 51-й армейский артиллерийский полк Юго-Западного и Сталинградского фронтов
- 51-й артиллерийский полк 54-й армии
- 51-й артиллерийский полк 2-й стрелковой дивизии
- 51-й гвардейский артиллерийский полк 3-й гвардейской мотострелковой дивизии
- 51-й гвардейский истребительно-противотанковый артиллерийский полк 3-й гвардейской мотострелковой дивизии